# Rhus leptodictya
Rhus leptodictya conocido como Karee de Montaña (Mountain Karee en inglés, Bergkaree en afrikáans), es un árbol perteneciente a la familia de las anacardiáceas. Es nativo de Sudáfrica.

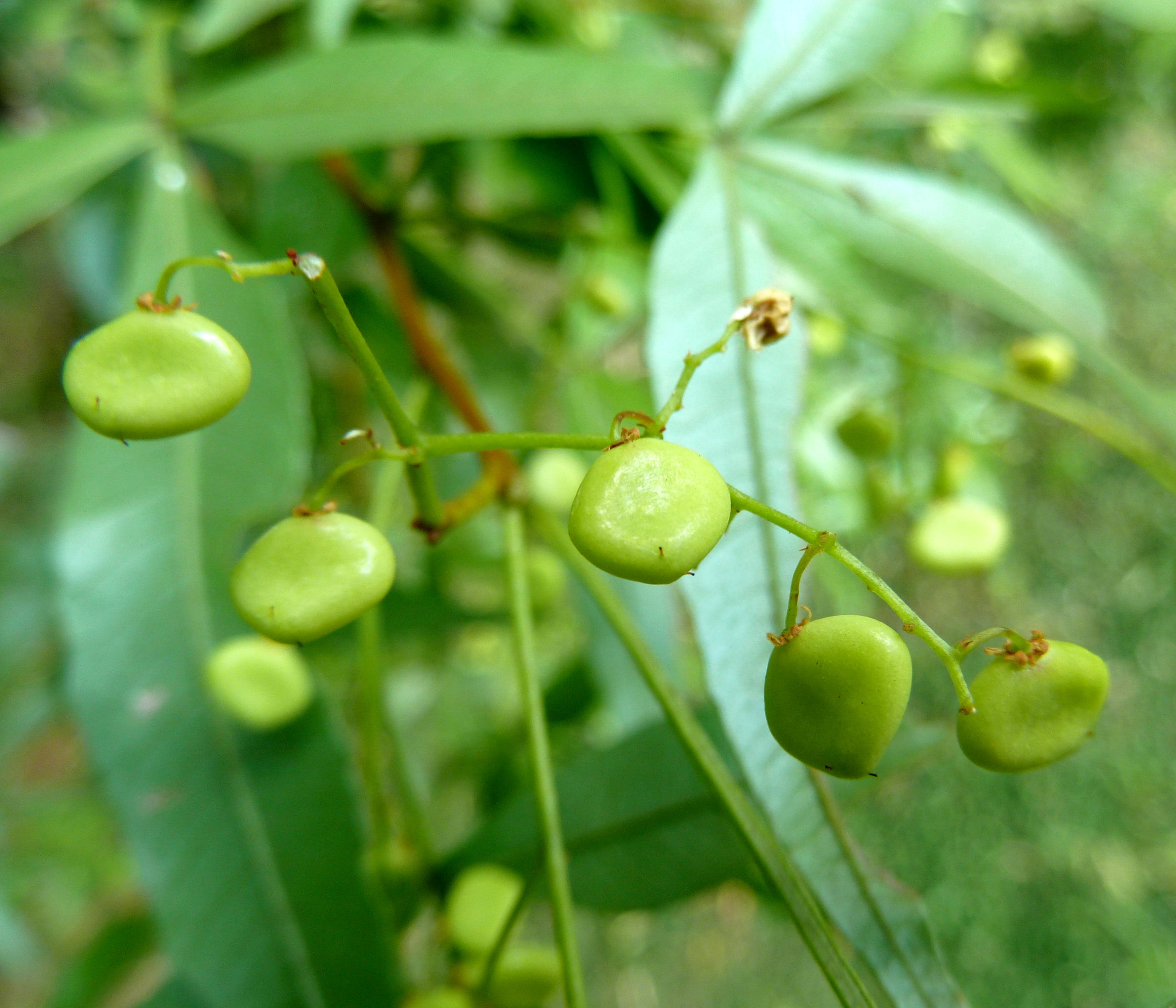
Frutos

## Descripción
Es un árbol siempre verde que alcanza una altura de 5 metros y una extensión similar, es tolerante a la sequía pero solo semi-resistente a las heladas. Es un pequeño árbol con la copa redondeada y un efecto llorón. Puede ser plantado a pleno sol o en sombra parcial. El árbol produce pequeñas flores blancas, las cuales en los árboles hembra se convierten en ramilletes de frutos pequeños tipo baya, las cuales atraen a las aves que se alimentan de las bayas. El árbol es plantado en jardines por su tamaño. 

## Usos
Las bayas pueden ser utilizadas para elaborar una especie de cerveza.

## Taxonomía
Rhus leptodictya fue descrita por Ludwig Diels y publicado en Bot. Jahrb. Syst. 40: 86 1907.

### Etimología:
- Rhus: nombre genérico que deriva de la palabra griega para "rojo", una alusión a los llamativos colores de otoño de algunas especies.

- leptodictya: epíteto latino

### Sinonimia:
Rhus amerina Meikle	Synonym	L
- Rhus rhombocarpa R.Fern. & A.Fern.'
- Searsia leptodictya (Diels) T.S.Yi, A.J.Mill. & J.Wen[3]